# Carlos Garfias Merlos
Carlos Garfias Merlos (ur. 1 stycznia 1951 w Tuxpan) – meksykański duchowny rzymskokatolicki, arcybiskup Morelii od 2017.

## Życiorys
Święcenia kapłańskie otrzymał 23 listopada 1975 i został inkardymowany do archidiecezji Morelii. Pracował przede wszystkim w archidiecezjalnym seminarium, był także m.in. duszpasterzem rodzin i młodzieży.
24 czerwca 1996 papież Jan Paweł II mianował go biskupem diecezjalnym diecezji Ciudad Altamirano. Sakry biskupiej udzielił mu 25 lipca 1996 ówczesny nuncjusz apostolski w Meksyku - abp Girolamo Prigione.
8 lipca 2003 został biskupem diecezji Netzahualcóyotl. Ingres odbył się 2 sierpnia 2003.
7 czerwca 2010 papież Benedykt XVI mianował go ordynariuszem archidiecezji Acapulco. Ingres odbył się 24 lipca 2010.
5 listopada 2016 papież Franciszek mianował go arcybiskupem metropolitą Morelii. Urząd objął 18 stycznia 2017.
18 listopada 2018 został wybrany wiceprzewodniczącym Konferencji Episkopatu Meksyku.